# Julius Sylvester
Julius Sylvester (30. června 1857 Vídeň – 13. července 1944 Zell) byl rakouský politik, na konci 19. a počátku 20. století poslanec Říšské rady.

## Biografie
Vychodil národní školu a gymnázium. Absolvoval práva na Vídeňské univerzitě. Působil jako dvorní a soudní advokát v Salcburku. Angažoval se politice jako člen německých politických stran.
Na konci 19. století se zapojil i do celostátní politiky. Ve volbách do Říšské rady roku 1897, získal mandát v Říšské radě (celostátní zákonodárný sbor) za kurii městskou a obchodních a živnostenských komor, obvod Salcburk. Za týž obvod byl zvolen i ve volbách do Říšské rady roku 1901. Uspěl rovněž ve volbách do Říšské rady roku 1907, konaných poprvé podle všeobecného a rovného volebního práva, kdy byl zvolen za obvod Salcbursko 1. Usedl do poslanecké frakce Německý národní svaz, do kterého se sloučily německé konzervativně-liberální a nacionální politické proudy. Mandát obhájil za týž obvod i ve volbách do Říšské rady roku 1911. V průběhu XXI. zasedání Říšské rady (v letech 1911–1914) byl předsedou Poslanecké sněmovny Říšské rady. Ve vídeňském parlamentu setrval až do zániku monarchie. K roku 1911 se profesně uvádí jako dvorní a soudní advokát a předseda sněmovny.
V letech 1918–1919 zasedal jako poslanec Provizorního národního shromáždění Německého Rakouska (Provisorische Nationalversammlung), nyní za Německou nacionální stranu (DnP).